# العلاقات البالاوية البنمية
العلاقات البالاوية البنمية هي العلاقات الثنائية التي تجمع بين بالاو وبنما.

## مقارنة بين البلدين
هذه مقارنة عامة ومرجعية للدولتين:
| وجه المقارنة                                              | بالاو                         | بنما                      |
| --------------------------------------------------------- | ----------------------------- | ------------------------- |
| المساحة (كم2)                                             | 465                           | 74.18 ألف                 |
| عدد السكان (نسمة)                                         | 21.73 ألف                     | 4.10 مليون                |
| الكثافة السكانية (ن./كم²)                                 | 4.67 ألف                      | 55.27                     |
| العاصمة                                                   | نغيرولمود، كورور              | بنما                      |
| اللغة الرسمية                                             | لغة إنجليزية، اللغة البالاوية | اللغة الإسبانية           |
| العملة                                                    | دولار أمريكي                  | بالبوا بنمي، دولار أمريكي |
| الناتج المحلي الإجمالي (بليون دولار)                      | 291.54 مليون                  | 61.84 مليار               |
| الناتج المحلي الإجمالي (تعادل القوة الشرائية) بليون دولار | 326.12 مليون                  | 87.37 مليار               |
| الناتج المحلي الإجمالي الاسمي للفرد دولار أمريكي          | 13.50 ألف                     | 13.27 ألف                 |
| الناتج المحلي الإجمالي للفرد دولار أمريكي                 | 14.76 ألف                     | 20.89 ألف                 |
| مؤشر التنمية البشرية                                      | 0.780                         | 0.780                     |
| رمز المكالمات الدولي                                      | +680                          | +507                      |
| رمز الإنترنت                                              | .pw                           | .pa                       |
| المنطقة الزمنية                                           | ت ع م+09:00                   | 00                        |

## منظمات دولية مشتركة
يشترك البلدان في عضوية مجموعة من المنظمات الدولية، منها:
| علم المنظمة | اسم المنظمة                        | تاريخ انضمام بالاو | تاريخ انضمام بنما |
| ----------- | ---------------------------------- | ------------------ | ----------------- |
|             | مؤسسة التنمية الدولية              | 16 ديسمبر 1997     | 1 سبتمبر 1961     |
|             | الأمم المتحدة                      | 15 ديسمبر 1994     | 13 نوفمبر 1945    |
|             | منظمة حظر الأسلحة الكيميائية       | ?                  | ?                 |
|             | مؤسسة التمويل الدولية              | 16 ديسمبر 1997     | 20 يوليو 1956     |
|             | وكالة ضمان الاستثمار متعدد الأطراف | 16 ديسمبر 1997     | 21 فبراير 1997    |
|             | يونسكو                             | 20 سبتمبر 1999     | 10 يناير 1950     |
|             | البنك الدولي للإنشاء والتعمير      | 16 ديسمبر 1997     | 14 مارس 1946      |

## وصلات خارجية
- موقع وزارة الخارجية البنمية